# Gabriel Pontello
Gabriel Pontello, noto anche con lo pseudonimo di Gabriela Ponti (Casablanca, 1º luglio 1949), è un ex attore pornografico, produttore cinematografico e regista francese di film e fotoromanzi pornografici, attivo particolarmente negli anni settanta e ottanta.

## Biografia
Gabriel Jacques Pontello è figlio di un italiano di origine friulana, di Spilimbergo, e di una francese.
A 19 anni lasciò il Marocco per Parigi nonostante il parere contrario del padre. A Parigi comincia a farsi notare come modello per Guy Laroche e altre importanti case di moda.
Sposatosi con una donna di nome Marie-Jose, venne scoperto dal fotografo Serge Jacques fotografo della rivista Paris-Hollywood durante una vacanza in Costa Azzurra. Il fotografo lo convinse a esordire nel cinema pornografico, inizialmente proprio insieme alla moglie da cui poi si separò. 
Venuta a sapere dell'attività dell'uomo, la famiglia in Marocco decise di non avere più niente a che fare con lui.
Reso famoso in Italia, prima delle sue prestazioni in pellicole a luci rosse, da una serie di fotoromanzi in bianco e nero, Supersex, che lo vedeva nei panni del "porno-extraterrestre", il quale viene ricordato soprattutto per l'urlo di battaglia «Ifix tcen tcen!» gridato durante l'eiaculazione. Nei primi anni ottanta, visto il grande successo europeo della rivista di fotoromanzi Supersex, si è girata una pellicola a essi ispirata nella quale si è potuto anche ascoltare l'Ifix tcen tcen urlato da Pontello durante l'orgasmo, grido ripreso in Vattene amore, canzone di Elio e le Storie Tese.
Ha interpretato inoltre un'altra serie di fotoromanzi, sempre a tema hard, stavolta a colori, Erotik, epigono erotico di Diabolik. 
Come attore, Pontello è apparso in film erotici, film soft e oltre 150 film hardcore, dove ha debuttato nel 1975 come attore porno nel film Candice Candy.
Ha lanciato nel mondo dell'hard Rocco Siffredi presentandolo a Marc Dorcel e Michel Ricaud. 
Tra il 1991 e il 2006, con lo pseudonimo femminile di "Gabriela Ponti", ha diretto una cinquantina di film, soprattutto per il mercato tedesco, di genere BDSM, fisting e pissing.
Pur non più attivo sessualmente, ha continuato a presenziare in fiere e festival di settore almeno fino al 2010, in alcuni casi anche con le sue due figlie, comunque al di fuori del settore porno, nate dal secondo matrimonio. 
Gli ultimi anni lo danno tornato a Casablanca con la moglie in condizioni economiche precarie dopo aver speso tutti i suoi lauti guadagni soprattutto nei casinò. 
Nonostante numerose richieste da parte di storici del porno e non solo, ha sempre rifiutato di farsi intervistare e, al contrario di suoi colleghi dell'epoca d'oro del porno francese come Brigitte Lahaie, Alban Ceray, Jean Pierre Armand e Richard Allan, non ha dato mai alle stampe un suo libro di memorie.
E al contrario dei suoi più titolati colleghi non ha mai ricevuto un premio di settore. Neanche alla carriera. 
Nel video Porno Poker di Riccardo Schicchi con Cicciolina del 1984 lo si può sentire dire alcune frasi in uno stentato italiano.

## Filmografia parziale

### Attore
- Candice Candy, regia di Pierre Unia (1976)
- Soupirs profonds, regia di Michel Caputo (1976)
- La nuit des caresses, regia di Daniel Daërt (1976)
- Corps brûlants, regia di Christian Lara (1976)
- Excès, regia di Serge Korber (1976)
- Hurlements de plaisir, regia di Serge Korber (1976)
- L'essayeuse, regia di Serge Korber (1976)
- Vicieuse Amandine, regia di Robert Renzulli (1976)
- Couple débutant cherche couple initié, regia di Claude Pierson (1976)
- I porno piaceri erotici (Exaspération sexuelle), regia di Jack Guy (1977)
- L'enlèvement des Sabines, regia di Pierre Unia (1977)
- La bonne auberge, regia di José Bénazéraf (1977)
- Prouesses porno, regia di Claude Bernard-Aubert (1977)
- La porno amante (Cathy, fille soumise), regia di Robert Renzulli (1977)
- Eccitazione carnale (Excitation au soleil), regia di Michel Lemoine (1978)
- Evelyne (Julie par-devant par-derrière), regia di Alain Payet (1978)
- Les Gourmandes de sexe, regia di Alain Payet (1978)
- Infirmières perverses, regia di Alain Payet (1978)
- Chaude et perverse Emilia, regia di Lazlo Renato (1978)
- Annonces spéciales pour couples vicieux, regia di Alain Payet (1978)
- Véronique nique nique, regia di Alain Payet (1978)
- Jouissances garanties, regia di Alain Payet (1978)
- Cuissardes, regia di Michel Lemoine (1978)
- Sophie, petite fille perverse, regia di Michel Berkowitch (1978)
- Les soixante-neuf pénétrations de Marika, regia di Alphonse Beni (1978)
- Hard Core Pornography (Grimpe-moi dessus... et fais-moi mal), regia di José Bénazéraf (1978)
- Vacances organisées pour filles en chaleur, regia di Robert Renzulli (1978)
- Sophie aime les sucettes, regia di Alain Payet (1978)
- Obsessions porno, regia di Alain Payet (1978)
- Turbamento di una minorenne (Langues profondes), regia di Michel Lemoine (1978)
- Confessions très intimes d'une petite fille, regia di Alain Payet (1978)
- Une femme honnête, regia di Didier Philippe-Gérard (1978)
- Blue Erotik Movie (1979)
- Big Orgy (1979)
- Flesh Fever (1979)
- Emmanuelle à Cannes, regia di Jean-Marie Pallardy (1980)
- Nuits de Mary-Line (1981)
- Call Girl (1982)
- Inconnue (1982)
- Prison très spéciale pour femmes (1982)
- Jailhouse Sex (1982)
- Ma mère me prostitue (1982)
- Femmine e orge rivoluzionarie (1983)
- Sono tua (1983)
- Card Game (1983)
- Révolution (1983)
- Diamond Baby (1984)
- Breaking and Entering (1984)
- Porno Poker, regia di Riccardo Schicchi (1984)
- Apprendiste viziose (1985)
- Marilyn, mon amour (1985)
- Rancon d'Eva (1985)
- Olynka, grande prêtresse de l'amour (1985)
- Porno Race (1985)
- Backdoor Club (1985)
- Foxy Lady 2 (1985)
- Foxy Lady 3 (1986)
- Banane al cioccolato (1986)
- Capri Vacation (1986)
- Karin l'ingorda (1986)
- Bocca bianca, bocca nera (1986)
- Fantastica Moana (1987)
- Best of Foxy Lady 1 (1987)
- Girl With the Million Dollar Legs (1987)
- La bottega del piacere (1988)
- Backdoor Lust (1988)
- Double Desires (1988)
- Only the Best of Men's and Women's Fantasies (1988)
- Il Corpo di Olinka (1989)
- Only The Best From Europe (1989)
- Dirty Woman 1: Season of the Bitch (1990)
- Dirty Woman 2: We Love You to Death (1990)
- Funny Big Tits (1996)